# Göran Boije
Göran Boije af Gennäs, död 1617, var en svensk militär och ämbetsman, son till Nils Andersson Boije och Brita Christiernsdotter (Horn af Kanckas).

## Biografi
Boije skall redan 1564 ha varit ryttmästare och spelade från 1570 en betydande roll i kriget mot Ryssland, ofta som överbefälhavare under kriget. Som någon genialisk fältherre har han inte betraktats, men duglig och nitisk. Han tillskrivs äran för segern i slaget vid Wenden 1578. Han var lagman i Söderfinne lagsaga åren 1583-1599 och 1602-1617. 
Under lång tid var Boije också antingen ståthållare vid någon gränsbefästning eller generalståthållare i Reval. Vid brytningen mellan Sigismund och hertig Karl slöt sig Boije först till Sigismund, men efter dennes förlust i slaget vid Stångebro övergick han till Karl och blev 1602 riksråd. Under de följande åren användes han i stor utsträckning i diplomatiska och militära värv i Östersjöprovinserna.

### Familj
Boije gifte sig första gången med Anna Göransdotter, dotter av Göran Hansson och Märta Tönnesdotter (Tott af Skedebo) och andra gången med Magdalena Schade (död före 1616), dotter av Frans Schade och Barbara von Hering. Han fick barnen ryttmästaren Carl Boije (död 1613), Karin Boije som var gift med assessorn Erik Bertilsson Ljuster i Åbo hovrätt, slottsloven Claes Boije, Märta Boije (1578–1627) som var gift med Axel Stålarm, Brita Boije (död 1630), Nils Boije, Kerstin Boije, Elin Boije och Anna Boije.